# Inte flera mord
Inte flera mord är en kriminalroman av Maria Lang (pseudonym för Dagmar Lange), utgiven första gången 1951 på bokförlaget Norstedts. Romanen har översatts till norska, danska, finska, polska, spanska, engelska och franska. Det är den första av Maria Langs detektivromaner som utspelas i hennes hemstad Nora – i böckerna omdöpt till Skoga.
Inte flera mord filmatiserades 2013 i regi av Peter Schildt med filmen med samma namn.

## Handling
Det nygifta paret Puck och Einar Bure (Puck berättar handlingen i jag-form) och Pucks far, professor Ekstedt, ska tillbringa semestern i småstaden Skoga, Einars hemstad; de har fått låna Einars systers och svågers villa, då dessa är bortresta, och även hushållerskan Hulda. 
Villan ligger i ett något isolerat kvarter, vars invånare sägs hålla sig för sig själva. Grannarna är de originella systrarna Livia och Olivia Petrén, den barske översten Vilhelm Holt med hustrun Margit och dottern Agneta, kärleksromanförfattaren Elisabeth Mattsson, hennes bror, köpmannen Yngve och dennes hustru Lou samt den unge gårdskarlen Börje Sundin. 
Professorn har ställt ett villkor för att följa med på semestern: Inte flera mord ! – han ogillar de mordhistorier som Puck genom (som han ser det) Einars försorg tidigare blivit inblandad i. Men – den första morgonen i Skoga finner professorn själv en död, ung man på villans gräsmatta; mördad med professorns egen egyptiska brevsprättare. Den unge mannen visar sig vara översteparets förskjutne adoptivson Tommy – men vad har han i Skoga att göra, och vem mördade honom?